# Alexandre, Duque de Sudermânia
Alexandre Érico Humberto Bertil (Danderyd, 19 de abril de 2016) é um príncipe sueco e o primeiro filho do príncipe Carlos Filipe, Duque da Varmlândia, e sua esposa Sofia Hellqvist.
Ele é o quinto neto do rei Carlos XVI Gustavo e sua esposa a rainha Sílvia, e o quinto na atual linha de sucessão ao trono sueco, atrás de sua tia Vitória, os dois filhos desta e de seu pai. 

## O anúncio
A família real sueca havia anunciado oficialmente em 15 de outubro de 2015 que a princesa Sofia estava grávida de seu primeiro filho com o príncipe Carlos Filipe, Duque da Varmlândia. O bebê estava previsto para nascer no mês de abril de 2016.

## Nascimento
Alexandre Érico Humberto Bertil nasceu às 18h25min (horário local sueco) do dia 19 de abril de 2016 na comuna de Danderyd, perto da capital Estocolmo. Ele pesava 3,6 kg e tinha 49 cm de altura. O seu nascimento foi celebrado no dia seguinte com uma salva de tiros de canhão em frente do Palácio Real de Estocolmo.
Seus nomes e título foram anunciados por seu avô paterno o rei Carlos XVI Gustavo, junto com sua tia paterna, a princcesa Vitória, Princesa Herdeira, em 21 de abril durante uma reunião especial do Conselho de Estado.

### Batismo
No dia 09 de setembro de 2016, Alexandre foi batizado na Capela do Palácio de Drottningholm, com água batismal da ilha de Öland (tradição da família real sueca) e em comunhão com a Igreja da Suécia (o Luteranismo), por Antje Jackelén.
Os seus padrinhos são: a princesa Viktória, Princesa Herdeira da Suécia (sua tia por parte de pai), Victor Magnuson (primo em primeiro grau do seu pai), Jan-Åke Hansson (amigo do seu pai), Cajsa Larsson (amiga de Sofia) e Lina Frejd (sua tia por parte de mãe). Estiveram presente na cerimônia vários membros da família real sueca. A cerimônia ficou marcada pela "interação" de Alexandre no colo de sua mãe e o seu primo em primeiro grau, o príncipe Óscar, Duque da Escânia (no colo da mãe, a princesa Viktória).

## Deveres oficiais
No dia 07 de outubro de 2019, o seu avô, o rei Carlos XVI Gustavo da Suécia, anunciou mudanças na Casa Real de Bernadotte, "para estabelecer quais membros da família real sueca atenderiam compromissos ligados à Chefia de Estado". No comunicado foi anunciado que Alexandre perderia o seu tratamento de "Sua Alteza Real", que não atenderia compromissos oficiais no futuro e que não faria mais parte da Casa de Bernadotte, apenas da família real sueca.

## Eventos e aparições públicas
Fotos e vídeos oficiais inéditas de Alexandre são divulgadas periodicamente pela família real sueca, principalmente em comemorações como o seu aniversário e em outras ocasiões especiais, como durante o Dia Nacional da Suécia, a páscoa e a época do Advento de 2020.

## Títulos e honras

### Títulos e estilos
- 19 de abril de 2016 - 06 de outubro de 2019: Sua Alteza Real, o Príncipe Alexandre da Suécia, Duque de Sudermânia[8]
- 06 de outubro de 2019 - presente: Príncipe Alexandre da Suécia, Duque de Sudermânia

### Honras
- Cavaleiro da Ordem Real do Serafim (RoK av KMO)
- Cavaleiro da Ordem de Carlos XIII (RCXIII)

### Brasão
| Brasão de armas | Monograma real |